# ドッグ・イン・スペース
『ドッグ・イン・スペース』(Dogs in Space) は、1986年に制作されたオーストラリアの映画で、パンク・ロックが世界的に流行していた1978年当時のメルボルンにおけるリトル・バンド・シーンが舞台となっている。監督はリチャード・ローウェンスタインで、マイケル・ハッチェンスが主演し、映画の題名となっている劇中の架空のバンドのヤク中のフロントマンであるサム (Sam) を演じた。

## あらすじ
『ドッグ・イン・スペース』は、メルボルン中心部のサバーブ、リッチモンドで共に暮らす音楽好きの若者たちを中心にしている。サムとティムは、ドッグズ・イン・スペースというバンドの中心メンバーである。サムのガールフレンドであるアンナ、大学生のルチオ、「あの女の子 (The Girl)」とだけ呼ばれる十代の家出少女など様々な社会不適応者とボロ屋に住みついている。
この映画は、サムとアンナの関係を中心に、登場人物たちの日常を追いかけ、音楽ライブや薬物使用を含むパーティーの場面を多く描いている。その間、当時、メルボルンから最も近い（しかし100km以上離れた）24時間営業のコンビニエンスストアがあったバララットへの旅や、喧しい隣人（ジョー・カミレリ）や、ある日の午後に突然家族を連れて現れる早口でチェーンソーを振り回す叔父（この場面に登場する赤ん坊はローウェンスタインの姪のロビン (Robyn) である）といった人々とのユーモラスな出会いが描かれる。また、ちょっとした事件として、登場人物たちがゴミを燃やして、燃え残りをスカイラブの破片だと称して地元のラジオ局に持ち込もうとする様子も描かれる。結局、彼らの機能不全で快楽主義的なライフスタイルの犠牲となって、アンナはヘロインの過剰摂取によって死んでしまう。スプートニク2号の映像がナレーションとともに挿入されて、もっぱら最初に宇宙に行った犬ライカについて語られ、いくつかの場面の背景ではテレビにも映し出されている。

## キャスト
- マイケル・ハッチェンス - Sam
- サスキア・ポスト - Anna
- ニック・ニードルス (Nique Needles) - Tim
- ディアンナ・ボンド (Deanna Bond) - The Girl
- トニー・ヘロウ (Tony Helou) - Luchio
- クリス・ヘイウッド（英語版） - Chainsaw Man
- ピーター・ウォルシュ (Peter Walsh) - Anthony
- ローラ・スワンソン (Laura Swanson) - Clare

## 制作
この映画の話は、1970年代後半にメルボルンのシェアハウスに住んでいたローウェンスタイン自身の個人的経験に基づいている。この映画の制作に入る前に、ローウェンスタインはINXSのアルバム『スウィング』からの一連の曲のミュージック・ビデオを手がけており、リードボーカルのマイケル・ハッチェンスを主役に想定して脚本を書いた。制作資金はバローズ・フィルム・グループを通して集められた。制作会社は、ローウェンスタインの自前の会社である Central Park Films Pty Ltd であった。
中心的な登場人物であるサムは、実際にローウェンスタインが1970年代に同居していた、The Ears というバンドのサム・セジャフカに基づいている。劇中にドラマーとして登場するチャック・メオ (Chuck Meo) も、実際に同居人だったひとりである。リッチモンドのベリー・ストリート18番地 (18 Berry Street, Richmond) の家は、実際にローウェンスタインやセジャフカがシェアハウスとして住んでいた家であり、その後この家を買い取っていたオーナーから借り受けられ、相当の費用をかけて映画のために改装された。ローウェンスタイン自身にあたる登場人物は映画には登場しないが、彼の経験の一部は、ティム（ニック・ニードルス）のものとして描かれている。セジャフカ本人も、パーティーの場面でマイケル (Michael) と呼ばれる人物としてカメオ出演している。

## サウンドトラック・アルバム
この映画のサウンドトラック・アルバムは、チェイス・レコード (Chase Records) から1986年にリリースされ、再結成された「リトル・バンド」たちによる演奏や、その他の当時の音楽が収められた。日本盤のタイトルは『ドッグズ・イン・スペース』であった。
このアルバムには二つのバージョンがあり、白いスリーブに入った検閲済のバージョンでは「スラッシュ&ザ・カンツ (Thrush & the Cunts)」というバンド名が一部伏せ字で「Thrush and the C**ts」と表記され、攻撃的と受け止められるおそれのある歌詞の一部が除去されており、これに対して黒いスリーブに入った「R」指定のバージョンではバンド名が全てそのまま表記されており、映画の中で曲の合間に入った会話や、全てのボーカル・トラックが収録されている。このアルバムのライナーノーツはクリントン・ウォーカーが執筆している。
その後ほどなくしてチェイス・レコードは、多大な努力にもかかわらず廃業してしまい、このレコードは再発されることなく、入手不可能となっている。このため、今ではコレクターズ・アイテムとなっており、高値が付いている。
ハッチェンスによるトラックは、彼にとって公式のソロ・レコーディングとしては、1982年に映画『Freedom』のサウンドトラックに吹き込んだ「Speed Kills」以来の2作目であり、オリー・オルセンと組んだ最初の作品であった。ハッチェンスとオルセンは、後にマックスQの録音で再び共作することになる。
Side One:
1. "Dog Food" - イギー・ポップ
2. "Dogs In Space" - マイケル・ハッチェンス
3. "Win/Lose" - オリー・オルセン
4. "Anthrax" - ギャング・オブ・フォー
5. "Skysaw" - ブライアン・イーノ
6. "True Love" - Marching Girls
7. "Shivers" - Boys Next Door

Side Two:
1. "Diseases" - Thrush & the Cunts
2. "Pumping Ugly Muscle" - The Primitive Calculators
3. "Golf Course" - マイケル・ハッチェンス
4. "The Green Dragon" - マイケル・ハッチェンス
5. "Shivers" - Marie Hoy and friends
6. "Endless Sea" - イギー・ポップ
7. "Rooms For The Memory" - マイケル・ハッチェンス

## 興行収入
『ドッグ・イン・スペース』のオーストラリアにおける興行収入は、総額 A$367,351 であった。この結果は、OFLCが「R」指定したことに影響を受けた。後に、DVDやブルーレイが出た際には、「MA15+」指定がなされた。 

## 家庭用メディア
『ドッグ・イン・スペース』のDVDは2枚組で、2009年にアンブレラ・エンターテイメントからリリースされた。このDVDはリージョンコードが世界全域となっており、オリジナルの劇場予告編や、ディレクターズ・カット版の予告編、様々なコメンタリー音声、映画『We're Livin' on Dog Food』、『ドッグ・イン・スペース』のメイキング映像、リハーサル風景、スクリーン・テスト、舞台裏の映像、スチル写真集、インタビュー、短編映画類などが収録されている。
2010年3月、アンブレラ・エンターテイメントはブルーレイ版をリリースした。
2018年8月には、DVD2枚組のコレクターズ・エディションが発売されている。